# Terry Brands
Terry Michael Brands, (* 9. dubna 1968 v Omaze, Nebraska, Spojené státy americké) je bývalý americký zápasník – volnostylař, olympijský medailista z roku 2000.

## Sportovní kariéra
Zápasení se věnoval od 12 letech v Sheldonu v státě Iowa společně se svým bratrem Tomem. Na volný styl se zaměřil na střední škole Sheldonu a později pokračoval na University of Iowa pod vedením Dana Gableho. V roce 1992 na univerzitě promoval. V roce 1993 poprvé reprezentoval Spojené státy a získal titul mistra světa. V roce 1996 neuspěl jako úřadující mistr světa v americké olympijské kvalifikaci na olympijské hry v Atlantě, když ve finále prohrál s Kendallem Crossem. V roce 2000 v olympijské kvalifikaci uspěl a startoval na olympijských hrách v Sydney. Ze základní skupiny postoupil bez zaváhání a v semifinále se utkal s Íráncem Alírezou Dábirem. V tomto prestižním zápase nezachytil úvod a prohrával 0:5. V dalším průběhu náskok postupně stahoval, ale neúprosný šestiminutový časový limit mu zabránil ve vyrovnání. Nakonec získal bronzovou olympijskou medaili. Sportovní kariéru ukončil v roce 2001. Věnuje se trenérské práci.

## Výsledky
| Turnaj            | 1993           | 1994           | 1995           | 1996           | 1997           | 1998           | 1999           | 2000           |
| Turnaj            | 25             | 26             | 27             | 28             | 29             | 30             | 31             | 32             |
| Turnaj            | bantamová váha | bantamová váha | bantamová váha | bantamová váha | bantamová váha | bantamová váha | bantamová váha | bantamová váha |
| ----------------- | -------------- | -------------- | -------------- | -------------- | -------------- | -------------- | -------------- | -------------- |
| Olympijské hry    |                |                |                | —              |                |                |                | 3.             |
| Mistrovství světa | 1.             | 11.            | 1.             |                | —              | —              | —              |                |